# Zuidelijke mierenzakkever
De zuidelijke mierenzakkever of gladde zakkever (Clytra laeviuscula) is een kever uit de familie bladkevers (Chrysomelidae).

## Algemeen
Deze kever komt in de Benelux niet voor, wel de 'gewone' mierenzakkever Clytra quadripunctata. Het verschil is dat bij de laatste soort de vlekken op de dekschilden ongeveer even groot zijn, bij de zuidelijke mierenzakkever zijn de achterste vlekken groter. Vanwege een overlap is het verschil soms zeer moeilijk te zien. De zuidelijke mierenzakkever leeft in midden en zuidelijk Europa.

## Beschrijving
Deze kever wordt ongeveer 10 millimeter lang, en heeft glanzende roodoranje dekschilden met vier zwarte vlekken; twee grotere aan de achterzijde en kleinere aan de voorzijde van de dekschilden. De kop en poten zijn zwart, evenals de tasters die vrij kort zijn. Hoewel de kleur en tekening aan een lieveheersbeestje doen denken, is het lichaam duidelijk langwerpig.

## Voortplanting
De mierenzakkever kent een bijzondere voortplanting; het vrouwtje pakt de eitjes een voor een in door deze met uitwerpselen te bekleden, daarna laat zij ze op de bodem vallen. De eitjes worden door mieren mee naar het nest genomen, waar de larve eenmaal uitgekomen een soort kokertje maakt door de uitwerpselen uit te smeren aan de buitenzijde. De koker groeit met de larve mee en dient om deze te beschermen tegen mieren, het voedsel bestaat namelijk uit de eieren van rode bosmieren. Als de woedende mieren de larve aanvallen, trekt deze zich snel terug in zijn koker.